# Мусаев, Тажибек Калманович
Тажибек Калманович Мусаев (каз. Тәжібек Қалманұлы Мұсаев; 1958) — казахстанский государственный деятель.

## Биография
Мусаев Тажибек Калманович родился в 1958 году. По национальности казах. 

### Образование
Образование высшее, квалификация по специальности - инженер-механик.

### Трудовая деятельность
Трудовую деятельность начал в 1982 году заведующим машинной мастерской колхоза имени Абая. 
В 1985–2013 годах работал инженером автопарка города Кентау, главным инженером Туркестанских районных управления сельского хозяйства, инженером Туркестанского аграрно-промышленного объединения.
Занимал различные должности в городе Туркестан:
- Главный специалист управления сельского хозяйства.
- Главный специалист отдела сельского хозяйства.
- Главный специалиста отдела сельского хозяйства и земельных отношений.
- Начальник отдела жилищно-коммунального хозяйства, пассажирского транспорта и автомобильных дорог.
- Аким сельского округа Иассы.
- Руководитель отдела сельского хозяйства.
- Руководитель отдела сельского хозяйства и земельных отношений.

С октября 2013 по декабрь 2017 года - заместитель акима города Туркестан Южно-Казахстанской области. 
С 25 декабря 2017 по июнь 2018 - аким города Туркестан Южно-Казахстанской области. 

## Общественная деятельность
Депутат Туркестанского городского маслихата.